# Gakologelwang Masheto
Gakologelwang Lesiba Masheto (* 1. November 1984 in Maun) ist ein ehemaliger botswanischer Sprinter. Er war spezialisiert auf den 400-Meter-Lauf.

## Sport
Seine persönliche Bestzeit erzielte er 2007 bei einem Collegiate Athletics Meet in Tucson, Arizona mit 45,41 s.
Masheto trat für Botswana bei den Olympischen Sommerspielen 2008 in Peking an. Im Wettbewerb über 400 m schied er in den Vorläufen aus.
Masheto trat auch für Illinois Fighting Illini an und hat einen Abschluss in Kinesiologie (Bewegungswissenschaft) der University of Illinois at Urbana-Champaign in Urbana (Illinois).